# Lucas Digne
Pour les articles homonymes, voir Digne.
Lucas Digne, né le 20 juillet 1993 à Meaux en France, est un footballeur international français qui évolue au poste de défenseur à Aston Villa.
Formé au Lille OSC où il passe huit saisons et joue ses premiers matchs professionnels, c'est sous les couleurs du Paris Saint-Germain que Lucas Digne continue sa carrière et remporte ses premiers titres en étant sacré champion de France à deux reprises en 2014 et 2015 et remportant deux coupes de la Ligue, un Coupe de France et trois Trophées des champions.
Après un prêt à l'AS Rome, il quitte le club parisien pour rejoindre le FC Barcelone en 2016 avec qui il remporte une Supercoupe d'Espagne et une Coupe d'Espagne mais surtout champion d'Espagne 2018. Il quitte le club après deux saisons pour rejoindre la Premier League au Everton FC puis à Aston Villa.
Sélectionné en équipe de France depuis 2014, il participe à la Coupe du monde 2014, à l'Euro 2016dont il est finaliste, à l'Euro 2020, ainsi qu'à la Ligue des nations 2021 qu'il remporte.

## Biographie

### Débuts dans le football

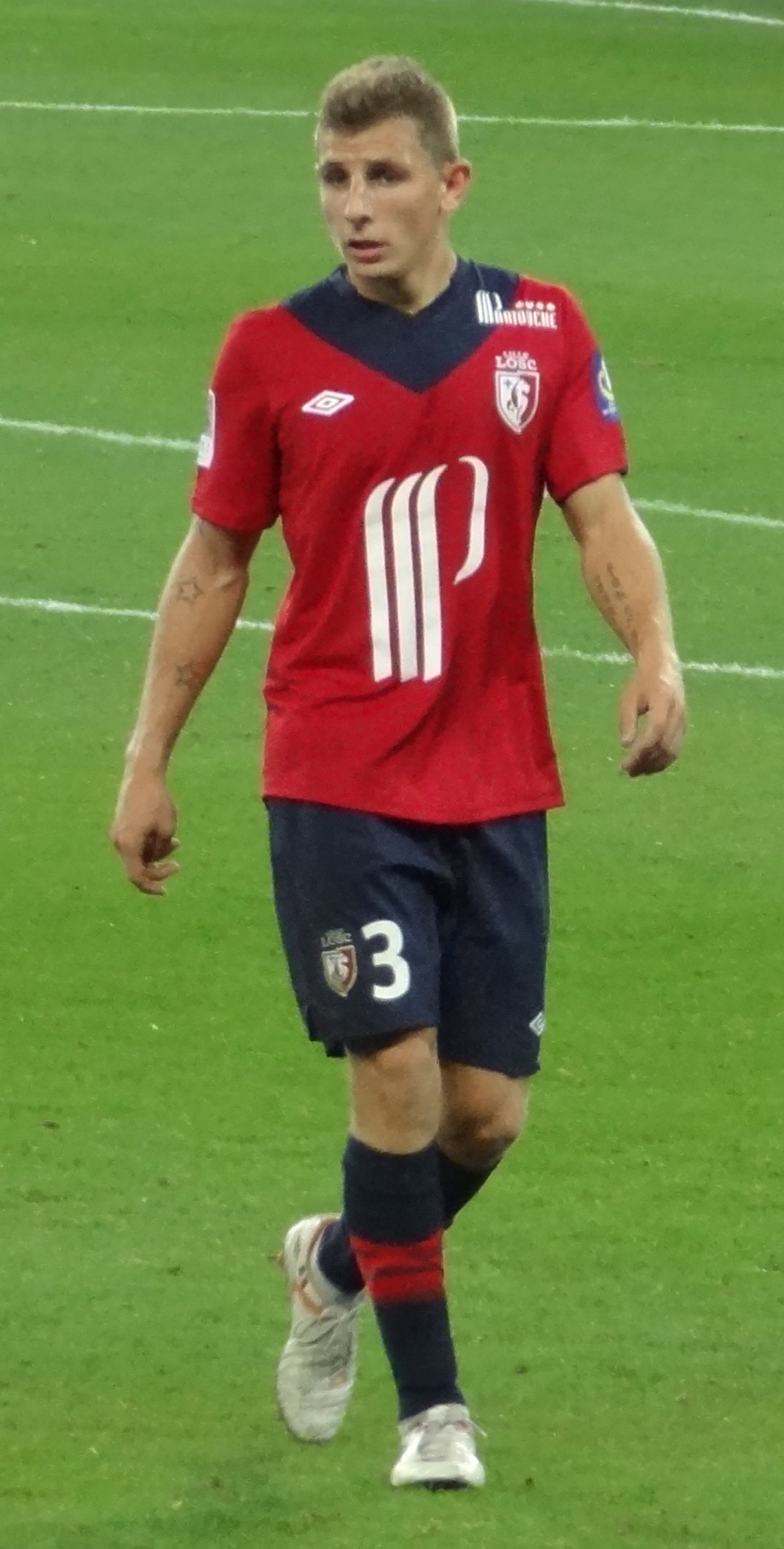
Lucas Digne sous le maillot du LOSC Lille.

Lucas Digne commence le football à l'US Mareuil-sur-Ourcq et à l'US Crépy-en-Valois. À cette période, il évolue au poste d'attaquant. Rejoignant ensuite le centre de formation du LOSC Lille, il joue régulièrement dans des catégories d'âge supérieures et est repositionné sur le terrain, ses limites dos au but l'empêchant de pouvoir demeurer attaquant.
Le 27 juillet 2010, il signe son premier contrat professionnel avec le LOSC Lille, qui court jusqu'en 2013. Il fait ses débuts en professionnel le 26 octobre 2011 lors de la victoire sur le CS Sedan (3-1) en Coupe de la Ligue. Durant la saison 2011-2012, Digne, pourtant quatrième choix dans la hiérarchie des défenseurs latéraux du groupe lillois gagne petit à petit du temps de jeu. Profitant de la méforme de Pape Souaré et de Laurent Bonnart et du replacement de Franck Béria dans l'axe de la défense, il est titularisé pour la première fois en championnat face au FC Sochaux le 22 février 2012.
Le 29 août 2012, il marque son premier but en équipe première lors du barrage retour de la Ligue des champions face au FC Copenhague. Il marque son premier but en Ligue 1 sur penalty lors d'une victoire cinq à zéro contre le FC Lorient le 7 avril 2013. Deux semaines plus tard, toujours en Ligue 1, il égalise d'une superbe frappe à la 86e minute du match face au SC Bastia. Lille l'emportera 2 but à 1. Au terme de la saison 2012-2013, il est nommé dans la catégorie du « meilleur espoir de Ligue 1 » au Trophée UNFP, qui sera remporté par le Bastiais Florian Thauvin.

### Paris Saint-Germain

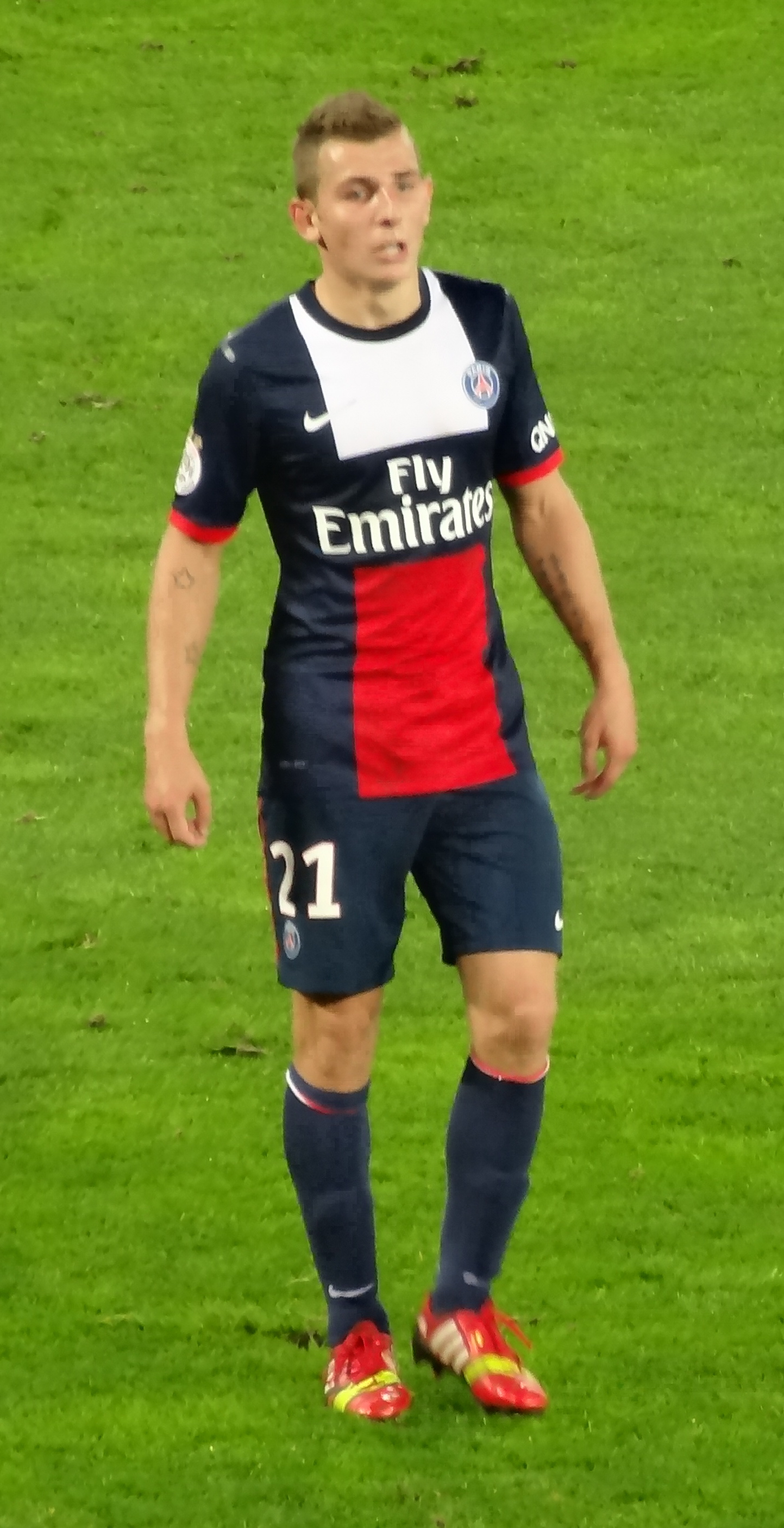
Lucas Digne avec le Paris Saint-Germain en 2013.

Le 17 juillet 2013, Lucas Digne s'engage pour cinq saisons avec le Paris Saint-Germain. Il est tout de suite placé en concurrence avec Maxwell et est chargé de prendre la relève du poste dans les années suivantes. Il débute sous ses nouvelles couleurs le 13 septembre 2013 et participe à la victoire deux buts à zéro de son club contre les Girondins de Bordeaux en championnat. Il délivre sa première passe décisive à Lucas Moura contre le FC Lorient le 1er novembre 2013 lors de la 12e journée. Le 10 décembre 2013, il est titulaire pour la première fois en Ligue des champions contre le Benfica Lisbonne dans un match où le Paris Saint-Germain est assuré d'être premier de son groupe.Le bilan de sa première saison au club de la capitale est plutôt bon même si son temps de jeu s'est considérablement baissé à cause de la rotation avec Maxwell. Avec le PSG, il remporte le championnat de France 2014 et la Coupe de la Ligue la même saison.
Titulaire lors du Trophée des champions, il dispute toute la rencontre et remporte son premier succès en tant que titulaire. Le 21 janvier 2015, lors des seizièmes de finale de la Coupe de France, à la suite d'une passe en profondeur de Javier Pastore, Digne délivre une passe décisive centrée à Edinson Cavani, qui ouvre le score à la quatorzième minute de jeu. Paris s'impose deux buts à un face au Girondins de Bordeaux et s'offre un ticket pour les huitièmes de finale. Il est champion de France une seconde fois et remporte la Coupe de France 2015 et la Coupe de la Ligue 2015.

### Prêt à l'AS Rome
En manque de temps de jeu au PSG, il est prêté fin août 2015 à l'AS Rome. À l'AS Rome, il retrouve Rudi Garcia qui l'avait entraîné au LOSC. Peu de temps après son arrivée, il est titulaire pour son premier match face à la Juventus pour la deuxième journée de Serie A. Il marque son premier but avec la Roma le 26 septembre 2015 à l'occasion d'un match de Série A remporté 5-1 face à Carpi. Le club termine la saison à la troisième place du championlnat et l'option d'achat de Lucas Digne n'est pas déclenchée en raison du montant jugé trop élevé. Des négociations sont alors établies afin d'essayer de baisser le montant du transfert mais celles-ci n'aboutissent pas.

### FC Barcelone
Le 13 juillet 2016, le FC Barcelone annonce le transfert de Lucas Digne, qui signe un contrat de cinq ans. Il devient le vingtième joueur français à s'engager avec le Barça et fait ses débuts officiels le 14 août contre le Séville FC, remplaçant Jérémy Mathieu, blessé à la cuisse, à la 27e minute de la manche aller de la Supercoupe d'Espagne (victoire 0-2). La semaine suivante, lors du match retour, Digne est titulaire et délivre une passe décisive à Lionel Messi (victoire 3-0). Il remporte son premier trophée avec le club catalan. Pour ses débuts en Liga, il prend place sur le banc avant de rentrer en jeu à la 76e minute en lieu et place de Jordi Alba. Il marque son premier but sous les couleurs du club blaugrana le 22 décembre lors du match retour des seizièmes de finale de la Coupe du Roi (1-1 à l'aller et 7-0 au Camp Nou).
Peu utilisé lors de sa seconde saison au FC Barcelone, il ne participe qu'à vingt matchs toutes compétitions confondues en 2017-2018.

### Everton FC
Le 1er août 2018, Digne s'engage pour cinq ans avec l'Everton FC. Le 11 août suivant, il prend part à son premier match avec Everton en entrant en fin de rencontre face aux Wolverhampton Wanderers en Premier League (2-2).
Le 10 décembre 2018, le défenseur français inscrit son premier but sous le maillot des Toffees lors d'un match de championnat contre Watford. Inscrit sur coup franc direct, ce but permet à Everton de prendre un point à la dernière minute (2-2). Le 26 décembre suivant, il inscrit un doublé face à Burnley (victoire 1-5).
Auteur de quatre buts et de quatre passes décisives lors de sa première saison sous le maillot d'Everton, Digne est élu meilleur joueur de la saison par les supporters du club en mai 2019.
Le 26 novembre 2020, il est touché à une cheville lors d'un entraînement. Everton annonce que le Français devrait être éloigné des terrains pendant deux à trois mois.
Titulaire en puissance, l'ancien du LOSC et du PSG est une pièce maîtresse de l'effectif de Carlo Ancelotti. Et les Toffees ont décidé de le récompenser en prolongeant son contrat, écartant aussi au passage ses prétendants dont Manchester City. Le 24 février 2021, Lucas Digne a signé un nouveau contrat à long terme avec Everton, engageant son avenir pour le Club jusqu'à fin juin 2025. Pour autant, moins d'un an plus tard, alors que son équipe n'obtient pas les résultats escomptés et qu'il est en froid avec le nouvel entraîneur Rafael Benítez, il va quitter les bords de la Mersey (quelques jours avant le licenciement du technicien espagnol).

### Aston Villa
Le 13 janvier 2022, Lucas Digne signe dans le club d'Aston Villa entraîné par Steven Gerrard ; le coût du transfert est estimé à 30 millions d'euros. Pour son premier match sous ses nouvelles couleurs, il se rend à Goodison Park face à l'équipe d'Everton qu'il vient de quitter. Au cours du match, il réalise une passe décisive sur l'unique but de la rencontre, mais il est aussi frappé par un jet de bouteille de la part de ses anciens supporters.
La suite de la saison est réussie puisqu'il est sélectionné par Didier Deschamps pour disputer les phases de groupes de la ligue des Nations avec l'Equipe de France. Il se blesse deux fois durant la saison mais réalise trois passes décisives.
En octobre 2022, Steven Gerrard est remplacé par Unai Emery. Celui-ci fait recruter en janvier 2023 Álex Moreno qui devient titulaire dans la deuxième moitié de saison devant Digne. Faisant l'objet de sollicitations durant le marché des transferts estival, Digne reste à Aston Villa. Il profite d'une blessure de plusieurs mois de Moreno pour redevenir titulaire à son poste et ses prestations amènent Emery à ne pas modifier cette hiérarchie lors du retour de blessure de Moreno au sein d'un club qui lutte pour le podium en Premier League.

### En sélection

#### En équipe junior

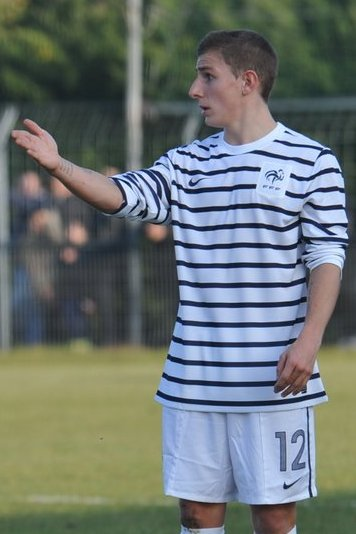
Lucas Digne avec l'équipe de France des moins de 19 ans en 2012.

Entre 2008 et 2012, Digne représente la France dans les catégories des moins de 16 ans, moins de 17 ans, moins de 18 ans et des moins de 19 ans. Le 4 octobre 2012, il est convoqué pour la première fois en équipe de France espoirs pour le barrage qualificatif à l'Euro 2013 face à la Norvège. Il est appelé avec les moins de 20 ans pour affronter le Portugal en match amical le 5 février 2013. Lors de ce match, il inscrit le premier but des Français, qui l'emportent 2-0. En mars 2013, il fait l'objet de sa première présélection en A à l'occasion des rencontres opposant les Bleus à la Géorgie puis à l'Espagne. Le 13 juillet 2013, Lucas Digne remporte la Coupe du monde des moins de 20 ans durant laquelle il dispute toutes les rencontres au poste de latéral gauche.

#### Équipe de France A et coupe du monde 2014
Le 27 février 2014, Lucas Digne est appelé par Didier Deschamps en équipe de France pour le match amical contre les Pays-Bas le 5 mars 2014. Il fête sa première sélection en remplaçant Patrice Évra à la mi-temps en portant le numéro 24.
Le 13 mai 2014, il fait partie de la liste des vingt-trois joueurs qui seront présents à la Coupe du monde au Brésil et le numéro 17 lui est désormais attribué. Le 27 mai 2014, il remplace Patrice Évra juste après la mi-temps face la Norvège au stade de France lors du premier des trois matchs de préparation au Mondial 2014 et réalise d'ailleurs une bonne prestation lors de cette rencontre qui se solde par une large victoire des Bleus (4-0). Titulaire lors du troisième et dernier match de poule des Bleus pendant le Mondial 2014, Didier Deschamps, laisse la doublure de Patrice Évra disputer l'intégralité de la rencontre face l'Équateur. Digne est victime d'un contre brutal de la part d'Antonio Valencia qui écope d'un carton rouge en seconde mi-temps. Malgré sa bonne prestation, l'équipe de France achève sa phase de poule sur un score nul et vierge. Les Bleus sont éliminés en quarts de finale par l'Allemagne, future championne du monde.
De retour sous le maillot bleu pour le match contre l'Espagne à Saint-Denis le 4 septembre 2014, Digne remplace Évra à la 67e minute de jeu où il réalise une bonne prestation. Après une bonne Coupe du monde au Brésil, malgré un temps de jeu restreint, le sélectionneur Didier Deschamps le convoque avec régularité pour la campagne de matchs amicaux, en vue de l'Euro 2016 en France. Annoncé comme le nouveau latéral gauche des Bleus, Digne est titulaire pour les rencontres de la fin de l'année 2014 contre la Serbie, l'Arménie et plus récemment contre l'Albanie. En 2015, il est en concurrence avec Benoît Trémoulinas qui est en forme avec le Séville FC tandis qu'il connaît des difficultés avec le PSG. Retrouvant du temps de jeu avec l'AS Rome et à la suite du forfait de Trémoulinas, Digne est sélectionné par Didier Deschamps pour les matchs contre l'Arménie le 8 octobre et le Danemark le 11 octobre où il est titulaire et délivre une passe décisive pour Olivier Giroud.

#### Euro 2016
Il fait partie de la liste des vingt-trois joueurs français sélectionnés pour disputer l'Euro 2016. Il ne prend part à aucune rencontre et la sélection s'incline en finale contre le Portugal lors de la prolongation. 
Malgré son absence de temps de jeu durant l'Euro, il continue d'être appelé par Didier Deschamps durant les qualifications pour le Mondial 2018, mais reste remplaçant de Layvin Kurzawa ou de Benjamin Mendy. Alors que celui-ci est blessé avec Manchester City, Lucas Digne devient titulaire et joue les derniers matchs qualificatifs contre la Bulgarie et la Biélorussie, puis participe aux matchs amicaux contre l'Allemagne et la Colombie.
Lors de l'annonce des joueurs sélectionnés pour le Mondial 2018, Lucas Digne n'est que suppléant, Deschamps lui préférant Benjamin Mendy et Lucas Hernandez. Il s'agit de la première compétition internationale à laquelle il ne participe pas depuis ses débuts en sélection, après le Mondial 2014 et l'Euro 2016, notamment en raison de son faible temps de jeu à Barcelone comparé à ses concurrents, à l'exception de Benjamin Mendy revenant de blessure.
Le 4 octobre 2018, il est sélectionné par Didier Deschamps pour les matchs contre l'Islande (amical) et l'Allemagne (Ligue des nations). Le sélectionneur déclare que son retour est logique au vu de son temps de jeu à Everton.

#### Euro 2020
Le 18 mai 2021, il est appelé par Didier Deschamps pour disputer l'Euro 2021 et joue deux rencontres de la compétition. La France est éliminée par la Suisse (3-3, 4-5 aux tirs au but).
Il est sélectionné dans la liste des 23 sélectionnés pour la Ligue des nations, où il remporte son premier titre international en battant l'Espagne en finale, même s'il ne prend part à aucun des deux matchs et n'est pas sur la feuille du match de la finale.
Il n'est pas retenu dans la liste des 25 joueurs sélectionnés pour la Coupe du Monde 2022 au Qatar.
En septembre 2024, après quasiment 2 ans d'absence, il fait son retour en sélection suite au forfait de Ferland Mendy, et devient titulaire le 9 septembre au Groupama Stadium, contre la Belgique, en Ligue des nations. En novembre 2024, lors d'une victoire trois buts à un face à l'Italie en Ligue des nations, Lucas Digne délivre deux passes décisives pour Adrien Rabiot et inscrit son premier but en Bleus sur coup franc direct. Finalement, ce dernier est attribué à Guglielmo Vicario d'un but contre son camp ; le ballon après avoir heurté la barre transversale, a rebondi sur le dos du portier italien,.
En mai, il fait partie du groupe de 25 joueurs convoqués pour participer à la phase finale de Ligue des nations. Il reste sur le banc lors de la demi-finale perdue contre l'Espagne, mais devient titulaire lors de la petite finale remportée face à l'Allemagne.

## Statistiques

### Statistiques générales
| Saison                | Club                  | Championnat           | Championnat | Championnat | Championnat | Coupe nationale | Coupe nationale | Coupe nationale | Coupe de la Ligue | Coupe de la Ligue | Coupe de la Ligue | Supercoupe | Supercoupe | Supercoupe | Compétition(s) continentale(s) | Compétition(s) continentale(s) | Compétition(s) continentale(s) | Compétition(s) continentale(s) | Total | Total | Total |
| Saison                | Club                  | Division              | M.          | B.          | P.d.        | M.              | B.              | P.d.            | M.                | B.                | P.d.              | M.         | B.         | P.d.       | Comp.                          | M.                             | B.                             | P.d.                           | M.    | B.    | P.d.  |
| 2011-2012             | LOSC Lille            | Ligue 1               | 16          | 0           | 1           | 1               | 0               | 0               | 1                 | 0                 | 0                 | -          | -          | -          | -                              | -                              | -                              | -                              | 18    | 0     | 1     |
| 2012-2013             | LOSC Lille            | Ligue 1               | 33          | 2           | 1           | 2               | 0               | 0               | 2                 | 0                 | 0                 | -          | -          | -          | C1                             | 7                              | 1                              | 1                              | 44    | 3     | 2     |
| Sous-total            | Sous-total            | Sous-total            | 49          | 2           | 3           | 3               | 0               | 0               | 3                 | 0                 | 0                 | -          | -          | -          | -                              | 7                              | 1                              | 1                              | 62    | 3     | 4     |
| 2013-2014             | Paris Saint-Germain   | France                | 15          | 0           | 2           | 5               | 0               | 0               | 2                 | 0                 | 0                 | -          | -          | -          | C1                             | 1                              | 0                              | 0                              | 23    | 0     | 2     |
| 2014-2015             | Paris Saint-Germain   | France                | 15          | 0           | 1           | 1               | 0               | 1               | 2                 | 0                 | 0                 | 1          | 0          | 0          | C1                             | 2                              | 0                              | 1                              | 21    | 0     | 3     |
| Sous-total            | Sous-total            | Sous-total            | 30          | 0           | 3           | 6               | 0               | 1               | 4                 | 0                 | 0                 | 1          | 0          | 0          | -                              | 3                              | 0                              | 1                              | 44    | 0     | 5     |
| 2015-2016             | AS Rome (prêt)        | Serie A               | 33          | 3           | 1           | 1               | 0               | 0               | -                 | -                 | -                 | -          | -          | -          | C1                             | 8                              | 0                              | 2                              | 42    | 3     | 3     |
| 2016-2017             | FC Barcelone          | Liga                  | 17          | 0           | 0           | 3               | 1               | 0               | -                 | -                 | -                 | 2          | 0          | 1          | C1                             | 4                              | 0                              | 0                              | 26    | 1     | 1     |
| 2017-2018             | FC Barcelone          | Liga                  | 12          | 0           | 2           | 4               | 0               | 0               | -                 | -                 | -                 | 1          | 0          | 0          | C1                             | 3                              | 1                              | 0                              | 20    | 1     | 2     |
| Sous-total            | Sous-total            | Sous-total            | 29          | 0           | 2           | 7               | 1               | 0               | -                 | -                 | -                 | 3          | 0          | 1          | -                              | 7                              | 1                              | 0                              | 46    | 2     | 3     |
| 2018-2019             | Everton FC            | Premier League        | 35          | 4           | 4           | 1               | 0               | 0               | 1                 | 0                 | 1                 | -          | -          | -          | -                              | -                              | -                              | -                              | 37    | 4     | 5     |
| 2019-2020             | Everton FC            | Premier League        | 35          | 0           | 7           | 1               | 0               | 0               | 3                 | 1                 | 1                 | -          | -          | -          | -                              | -                              | -                              | -                              | 39    | 1     | 8     |
| 2020-2021             | Everton FC            | Premier League        | 30          | 0           | 7           | 3               | 0               | 0               | 3                 | 0                 | 0                 | -          | -          | -          | -                              | -                              | -                              | -                              | 36    | 0     | 7     |
| 2021-2022             | Everton FC            | Premier League        | 13          | 0           | 0           | -               | -               | -               | 2                 | 1                 | 0                 | -          | -          | -          | -                              | -                              | -                              | -                              | 15    | 1     | 0     |
| Sous-total            | Sous-total            | Sous-total            | 113         | 4           | 18          | 5               | 0               | 0               | 9                 | 2                 | 1                 | -          | -          | -          | -                              | -                              | -                              | -                              | 127   | 6     | 19    |
| 2021-2022             | Aston Villa FC        | Premier League        | 16          | 0           | 5           | -               | -               | -               | -                 | -                 | -                 | -          | -          | -          | -                              | -                              | -                              | -                              | 16    | 0     | 5     |
| 2022-2023             | Aston Villa FC        | Premier League        | 28          | 1           | 0           | 1               | 0               | 0               | 2                 | 1                 | 0                 | -          | -          | -          | -                              | -                              | -                              | -                              | 31    | 2     | 0     |
| 2023-2024             | Aston Villa FC        | Premier League        | 33          | 1           | 3           | -               | -               | -               | 1                 | 0                 | 0                 | -          | -          | -          | C4                             | 12                             | 1                              | 3                              | 46    | 2     | 6     |
| 2024-2025             | Aston Villa FC        | Premier League        | 32          | 0           | 4           | 4               | 0               | 2               | -                 | -                 | -                 | -          | -          | -          | C1                             | 9                              | 0                              | 0                              | 45    | 0     | 6     |
| 2025-2026             | Aston Villa FC        | Premier League        | 1           | 0           | 0           | 0               | 0               | 0               | -                 | -                 | -                 | -          | -          | -          | C3                             | 0                              | 0                              | 0                              | 1     | 0     | 0     |
| Sous-total            | Sous-total            | Sous-total            | 110         | 2           | 12          | 5               | 0               | 2               | 3                 | 1                 | 0                 | -          | -          | -          | -                              | 21                             | 1                              | 3                              | 139   | 4     | 17    |
| Total sur la carrière | Total sur la carrière | Total sur la carrière | 364         | 11          | 39          | 27              | 1               | 3               | 19                | 3                 | 1                 | 4          | 0          | 1          | -                              | 46                             | 3                              | 7                              | 460   | 18    | 51    |

### En sélections nationales
| Saison                | Sélection             | Phases finales              | Phases finales | Phases finales | Phases finales | Éliminatoires | Éliminatoires | Éliminatoires | Ligue des nations | Ligue des nations | Ligue des nations | Matchs amicaux | Matchs amicaux | Matchs amicaux | Total | Total | Total |
| Saison                | Sélection             | Compétition                 | M              | B              | Pd             | M             | B             | Pd            | M                 | B                 | Pd                | M              | B              | Pd             | M     | B     | Pd    |
| --------------------- | --------------------- | --------------------------- | -------------- | -------------- | -------------- | ------------- | ------------- | ------------- | ----------------- | ----------------- | ----------------- | -------------- | -------------- | -------------- | ----- | ----- | ----- |
| 2013-2014             | France                | Coupe du monde 2014         | 1              | 0              | 0              | -             | -             | -             | -                 | -                 | -                 | 2              | 0              | 0              | 3     | 0     | 0     |
| 2014-2015             | France                | -                           | -              | -              | -              | -             | -             | -             | -                 | -                 | -                 | 5              | 0              | 0              | 5     | 0     | 0     |
| 2015-2016             | France                | Euro 2016                   | -              | -              | -              | -             | -             | -             | -                 | -                 | -                 | 5              | 0              | 0              | 5     | 0     | 0     |
| 2016-2017             | France                | -                           | -              | -              | -              | -             | -             | -             | -                 | -                 | -                 | 4              | 0              | 1              | 4     | 0     | 1     |
| 2017-2018             | France                | -                           | -              | -              | -              | 2             | 0             | 0             | -                 | -                 | -                 | 2              | 0              | 1              | 4     | 0     | 1     |
| 2018-2019             | France                | -                           | -              | -              | -              | 1             | 0             | 0             | 1                 | 0                 | 0                 | 2              | 0              | 0              | 4     | 0     | 0     |
| 2019-2020             | France                | -                           | -              | -              | -              | 5             | 0             | 0             | -                 | -                 | -                 | -              | -              | -              | 5     | 0     | 0     |
| 2020-2021             | France                | Euro 2020                   | 2              | 0              | 0              | 1             | 0             | 1             | 3                 | 0                 | 2                 | 4              | 0              | 0              | 10    | 0     | 3     |
| 2021-2022             | France                | Ligue des nations 2020-2021 | -              | -              | -              | 3             | 0             | 1             | 2                 | 0                 | 0                 | 1              | 0              | 0              | 6     | 0     | 1     |
| 2024-2025             | France                | Ligue des nations 2024-2025 | 1              | 0              | 0              | -             | -             | -             | 5                 | 0                 | 4                 | -              | -              | -              | 6     | 0     | 4     |
| Total sur la carrière | Total sur la carrière | Total sur la carrière       | 4              | 0              | 0              | 12            | 0             | 2             | 11                | 0                 | 6                 | 25             | 0              | 2              | 52    | 0     | 10    |

### Matchs internationaux
| Matchs internationaux de Lucas Digne | Matchs internationaux de Lucas Digne | Matchs internationaux de Lucas Digne                | Matchs internationaux de Lucas Digne | Matchs internationaux de Lucas Digne | Matchs internationaux de Lucas Digne    | Matchs internationaux de Lucas Digne                                                                             |
|                                      | Date                                 | Lieu                                                | Adversaire                           | Résultat                             | Compétition                             | Notes |
| ------------------------------------ | ------------------------------------ | --------------------------------------------------- | ------------------------------------ | ------------------------------------ | --------------------------------------- | --- |
| 1.                                   | 5 mars 2014                          | Stade de France, Saint-Denis, France                | Pays-Bas                             | 2 - 0                                | Match amical                            | Entre en jeu à la place de Patrice Évra à la 46e minute de jeu.                                                  |
| 2.                                   | 27 mai 2014                          | Stade de France, Saint-Denis, France                | Norvège                              | 4 - 0                                | Match amical                            | Entre en jeu à la place de Patrice Évra à la 46e minute de jeu.                                                  |
| 3.                                   | 25 juin 2014                         | Stade Maracanã, Rio de Janeiro, Brésil              | Équateur                             | 0 - 0                                | Coupe du monde 2014                     | Titulaire. |
| 4.                                   | 4 septembre 2014                     | Stade de France, Saint-Denis, France                | Espagne                              | 1 - 0                                | Match amical                            | Entre en jeu à la place de Patrice Évra à la 67e minute de jeu.                                                  |
| 5.                                   | 7 septembre 2014                     | Stade du Partizan, Belgrade, Serbie                 | Serbie                               | 1 - 1                                | Match amical                            | Titulaire. |
| 6.                                   | 14 octobre 2014                      | Stade Républicain Vazgen Sargsyan, Erevan, Arménie  | Arménie                              | 3 - 0                                | Match amical                            | Titulaire. |
| 7.                                   | 14 novembre 2014                     | Stade de la Route de Lorient, Lorient, France       | Albanie                              | 1 - 1                                | Match amical                            | Titulaire et remplacé par Layvin Kurzawa à la 70e minute de jeu.                                                 |
| 8.                                   | 18 novembre 2014                     | Stade Vélodrome, Marseille, France                  | Suède                                | 0 - 1                                | Match amical                            | Entre en jeu à la place de Layvin Kurzawa à la 78e minute de jeu.                                                |
| 9.                                   | 11 octobre 2015                      | Parken Stadium, Copenhague, Danemark                | Danemark                             | 2 - 1                                | Match amical                            | Titulaire. |
| 10.                                  | 17 novembre 2015                     | Wembley Stadium, Londres, Angleterre                | Angleterre                           | 2 - 0                                | Match amical                            | Titulaire. |
| 11.                                  | 25 mars 2016                         | Amsterdam ArenA, Amsterdam, Pays-Bas                | Pays-Bas                             | 2 - 3                                | Match amical                            | Entre en jeu à la place de Patrice Évra à la 46e minute de jeu.                                                  |
| 12.                                  | 29 mars 2016                         | Stade de France, Saint-Denis, France                | Russie                               | 4 - 2                                | Match amical                            | Entre en jeu à la place de Jérémy Mathieu à la 54e minute de jeu.                                                |
| 13.                                  | 4 juin 2016                          | Stade Saint-Symphorien, Longeville-lès-Metz, France | Écosse                               | 3 - 0                                | Match amical                            | Entre en jeu à place de Patrice Évra à la 83e minute de jeu.                                                     |
| 14.                                  | 1er septembre 2016                   | Stade San Nicola, Bari, Italie                      | Italie                               | 1 - 3                                | Match amical                            | Entre en jeu à la place de Layvin Kurzawa à la 90e minute de jeu.                                                |
| 15.                                  | 15 novembre 2016                     | Stade Bollaert-Delelis, Lens, France                | Côte d'Ivoire                        | 0 - 0                                | Match amical                            | Titulaire. |
| 16.                                  | 2 juin 2017                          | Roazhon Park, Rennes, France                        | Paraguay                             | 5 - 0                                | Match amical                            | Entre en jeu à la place de Benjamin Mendy à la 67e minute de jeu.                                                |
| 17.                                  | 13 juin 2017                         | Stade de France, Saint-Denis, France                | Angleterre                           | 3 - 2                                | Match amical                            | Entre en jeu à la place de Benjamin Mendy à la 21e minute de jeu.                                                |
| 18.                                  | 7 octobre 2017                       | Stade national Vassil-Levski, Sofia, Bulgarie       | Bulgarie                             | 1 - 0                                | Éliminatoires de la Coupe du monde 2018 | Titulaire. |
| 19.                                  | 10 octobre 2017                      | Stade de France, Saint-Denis, France                | Biélorussie                          | 2 - 1                                | Éliminatoires de la Coupe du monde 2018 | Titulaire. |
| 20.                                  | 14 novembre 2017                     | RheinEnergieStadion, Cologne, Allemagne             | Allemagne                            | 2 - 2                                | Match amical                            | Titulaire et remplacé par Layvin Kurzawa à la 82e minute de jeu.                                                 |
| 21.                                  | 23 mars 2018                         | Stade de France, Saint-Denis, France                | Colombie                             | 2 - 3                                | Match amical                            | Titulaire et remplacé par Lucas Hernandez à la 76e minute de jeu.                                                |
| 22.                                  | 11 octobre 2018                      | Stade de Roudourou, Guingamp, France                | Islande                              | 2 - 2                                | Match amical                            | Titulaire. |
| 23.                                  | 16 novembre 2018                     | Stade de Feyenoord, Rotterdam, Pays-Bas             | Pays-Bas                             | 2 - 0                                | Ligue des nations 2018-2019             | Titulaire. |
| 24.                                  | 2 juin 2019                          | Stade de la Beaujoire, Nantes, France               | Bolivie                              | 2 - 0                                | Match amical                            | Titulaire et remplacé par Ferland Mendy à la 79e minute de jeu.                                                  |
| 25.                                  | 8 juin 2019                          | Konya Büyükşehir Belediye Stadyumu, Konya, Turquie  | Turquie                              | 2 - 0                                | Éliminatoires Euro 2020                 | Titulaire et remplacé par Ferland Mendy à la 45e minute de jeu.                                                  |
| 26.                                  | 7 septembre 2019                     | Stade de France, Saint-Denis, France                | Albanie                              | 4 - 1                                | Éliminatoires Euro 2020                 | Entre en jeu à la place de Lucas Hernandez à la 80e minute de jeu.                                               |
| 27.                                  | 10 septembre 2019                    | Stade de France, Saint-Denis, France                | Andorre                              | 3 - 0                                | Éliminatoires Euro 2020                 | Titulaire. |
| 28.                                  | 11 octobre 2019                      | Laugardalsvöllur, Reykjavik, Islande                | Islande                              | 0 - 1                                | Éliminatoires Euro 2020                 | Titulaire. |
| 29.                                  | 14 novembre 2019                     | Stade de France, Saint-Denis, France                | Moldavie                             | 2 - 1                                | Éliminatoires Euro 2020                 | Titulaire. |
| 30.                                  | 17 novembre 2019                     | Air Albania Stadium, Tirana, Albanie                | Albanie                              | 0 - 2                                | Éliminatoires Euro 2020                 | Entre en jeu à la place de Benjamin Mendy à la 75e minute de jeu.                                                |
| 31.                                  | 5 septembre 2020                     | Friends Arena, Solna, Suède                         | Suède                                | 0 - 1                                | Ligue des nations 2020-2021             | Titulaire. |
| 32.                                  | 7 octobre 2020                       | Stade de France, Saint-Denis, France                | Ukraine                              | 7 - 1                                | Match amical                            | Titulaire. |
| 33.                                  | 14 octobre 2020                      | Stade Maksimir, Zagreb, Croatie                     | Croatie                              | 1 - 2                                | Ligue des nations 2020-2021             | Titulaire et remplacé par Lucas Hernandez à la 83e minute de jeu.                                                |
| 34.                                  | 11 novembre 2020                     | Stade de France, Saint-Denis, France                | Finlande                             | 0 - 2                                | Match amical                            | Titulaire. |
| 35.                                  | 17 novembre 2020                     | Stade de France, Saint-Denis, France                | Suède                                | 4 - 2                                | Ligue des nations 2020-2021             | Entre en jeu à la place de Lucas Hernandez à la 45e minute de jeu.                                               |
| 36.                                  | 28 mars 2021                         | Astana Arena, Noursoultan, Kazakhstan               | Kazakhstan                           | 0 - 2                                | Éliminatoires Coupe du monde 2022       | Titulaire. |
| 37.                                  | 2 juin 2021                          | Allianz Riviera, Nice, France                       | Pays de Galles                       | 3 - 0                                | Match amical                            | Entre en jeu à la place de Lucas Hernandez à la 46e minute de jeu.                                               |
| 38.                                  | 8 juin 2021                          | Stade de France, Saint-Denis, France                | Bulgarie                             | 3 - 0                                | Match amical                            | Entre en jeu à la place de Lucas Hernandez à la 46e minute de jeu.                                               |
| 39.                                  | 19 juin 2021                         | Stade Ferenc-Puskás, Budapest, Hongrie              | Hongrie                              | 1 - 1                                | Euro 2020                               | Titulaire. |
| 40.                                  | 23 juin 2021                         | Stade Ferenc-Puskás, Budapest, Hongrie              | Portugal                             | 2 - 2                                | Euro 2020                               | Entre en jeu à la place de Lucas Hernandez à la 46e minute et remplacé par Adrien Rabiot à la 52e minute de jeu. |
| 41.                                  | 1er septembre 2021                   | Stade de la Meinau, Strasbourg, France              | Bosnie-Herzégovine                   | 1 - 1                                | Éliminatoires Coupe du monde 2022       | Titulaire. |
| 42.                                  | 4 septembre 2021                     | Stade olympique de Kiev, Kiev, Ukraine              | Ukraine                              | 1 - 1                                | Éliminatoires Coupe du monde 2022       | Titulaire. |
| 43.                                  | 16 novembre 2021                     | Stade olympique d'Helsinki, Helsinki, Finlande      | Finlande                             | 2 - 0                                | Éliminatoires Coupe du monde 2022       | Titulaire. |
| 44.                                  | 29 mars 2022                         | Stade Pierre-Mauroy, Villeneuve-d'Ascq, France      | Afrique du Sud                       | 5 - 0                                | Match amical                            | Titulaire. |
| 45.                                  | 6 juin 2022                          | Stade Poljud, Split, Croatie                        | Croatie                              | 1 - 1                                | Ligue des nations 2022-2023             | Titulaire. |
| 46.                                  | 13 juin 2022                         | Stade de France, Saint-Denis, France                | Croatie                              | 0 - 1                                | Ligue des nations 2022-2023             | Titulaire. |
| 47.                                  | 9 septembre 2024                     | Parc Olympique lyonnais, Décines-Charpieu, France   | Belgique                             | 2 - 0                                | Ligue des nations 2024-2025             | Titulaire. |
| 48.                                  | 10 octobre 2024                      | Bozsik Aréna, Budapest, Hongrie                     | Israël                               | 1 - 4                                | Ligue des nations 2024-2025             | Entre en jeu à la place de Théo Hernandez à la 90e minute.                                                       |
| 49.                                  | 14 octobre 2024                      | Stade Roi Baudouin, Bruxelles, Belgique             | Belgique                             | 1 - 2                                | Ligue des nations 2024-2025             | Titulaire. |
| 50.                                  | 17 novembre 2024                     | Stade San Siro, Milan, Italie                       | Italie                               | 1 - 3                                | Ligue des nations 2024-2025             | Titulaire. |
| 51.                                  | 20 mars 2025                         | Stade de Poljud, Split, Croatie                     | Croatie                              | 2 - 0                                | Ligue des nations 2024-2025             | Titulaire. |
| 52.                                  | 8 juin 2025                          | MHPArena, Stuttgart, Allemagne                      | Allemagne                            | 0 - 2                                | Ligue des nations 2024-2025             | Titulaire. |

## Palmarès

### En club
Formé au Lille OSC, c'est sous les couleurs du Paris Saint-Germain que Lucas Digne remporte ses premiers titres en étant sacré champion de France deux fois en deux saisons en 2014 et 2015. Il y remporte également la Coupe de la Ligue en 2014 et 2015 ainsi que trois Trophées des champions en 2013, 2014 et 2015 et la Coupe de France en 2015.
Il quitte le club parisien pour rejoindre le FC Barcelone avec qui il remporte la Supercoupe d'Espagne 2016 et la Coupe d'Espagne en 2017. La saison suivante, il est sacré champion d'Espagne mais s'incline lors de la Supercoupe d'Espagne.

### En sélection
En sélection de jeunes, Lucas Digne est vainqueur de la Coupe du monde des moins de 20 ans en 2013.
Avec l'équipe de France, Digne compte 50 sélections et participe à l'Euro 2016 dont il est finaliste ainsi qu'à l'Euro 2020 et la Coupe du monde 2014. Il remporte également la Ligue des nations en 2021.
| Paris Saint-Germain (8) | FC Barcelone (3) | Équipe de France (2) |
| --- | --- | --- |
| - Championnat de France : - Champion en 2014 et 2015. - Coupe de France : - Vainqueur en 2015. - Coupe de la Ligue : - Vainqueur en 2014 et 2015. - Trophée des champions : - Vainqueur en 2013, 2014 et 2015. | - Champion d'Espagne : - Champion en 2018. - Vice-champion en 2017. - Coupe d'Espagne : - Vainqueur en 2017. - Supercoupe d'Espagne : - Vainqueur en 2016. - Finaliste en 2017. | - Championnat d'Europe : - Finaliste en 2016. - Ligue des nations : - Vainqueur en 2021. - Troisième en 2025. - Coupe du monde des moins de 20 ans : - Vainqueur en 2013. |

## Vie privée
Le 27 décembre 2014, Lucas Digne épouse Tiziri, qu'il a rencontrée au lycée. Le couple accueille son premier enfant début avril 2019, un petit garçon prénommé Isaho et un deuxième enfant, une petite fille prénommée Inaya, en janvier 2021. Ils ont accueilli leur troisième enfant, un fils nommé Isaïa, en octobre 2024.